# Aalborg
Aalborg oder Ålborg anhörenⓘ ([ˈɒːlb̥ɒːˀ], deutsch veraltet Aalburg) ist eine dänische Großstadt mit Seehafen und Verwaltungssitz der Region Nordjylland.
Nach Kopenhagen, Aarhus und Odense ist Aalborg die viertgrößte Stadt des Landes.

## Geografie

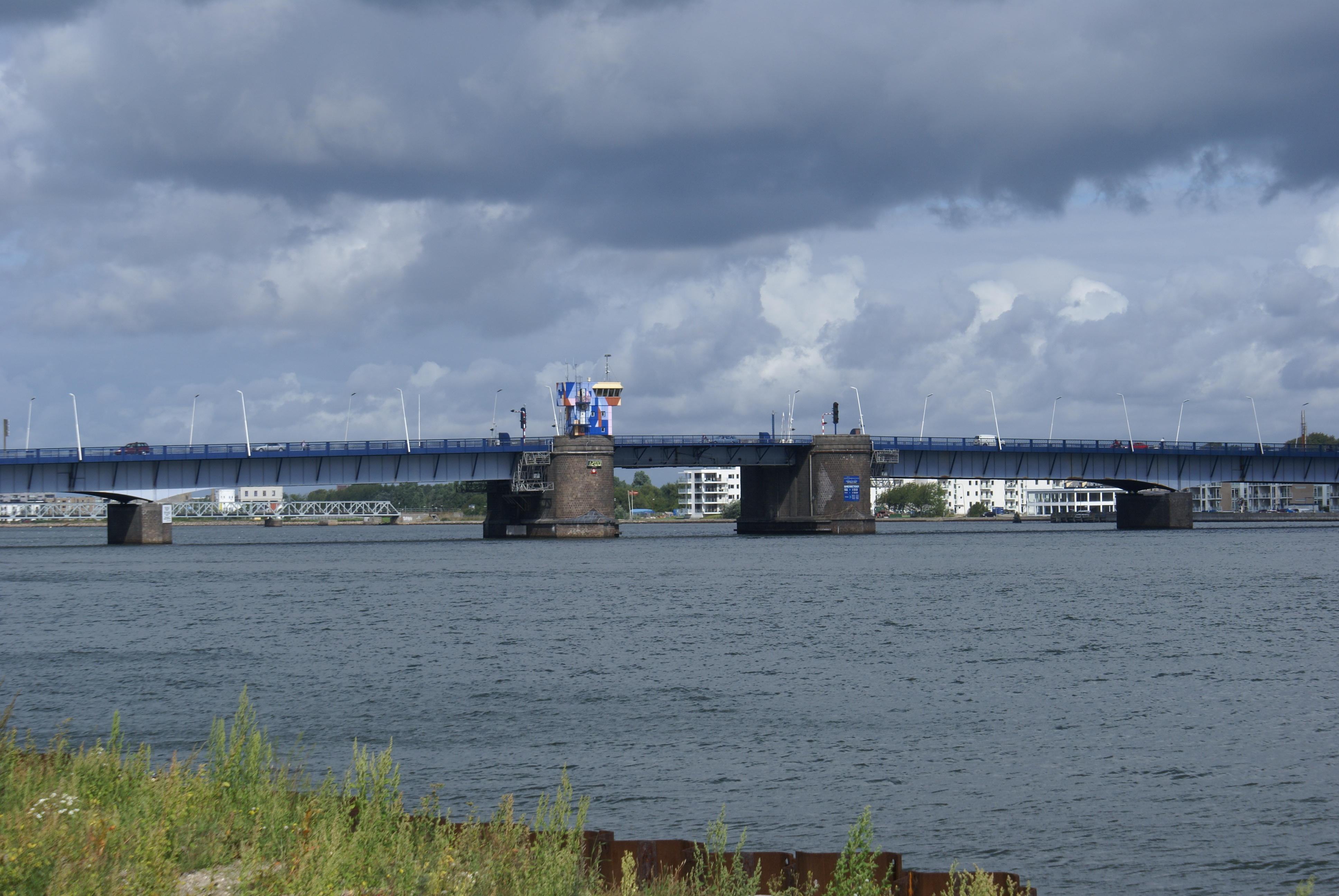
Limfjordbrücke

Aalborg liegt am Limfjord, der dort flussartig verengt über eine Entfernung von etwa 35 Kilometer die Verbindung zur Ostsee herstellt. Über den Limfjord führen eine Eisenbahnbrücke von 1879 und die Limfjordsbroen für den Autoverkehr; beide wurden als Klappbrücken ausgeführt, um die Durchfahrt größerer Schiffe zu ermöglichen. Die Autobahn wird durch den Limfjordtunnel geführt.

## Geschichte
Die ersten Siedlungen im heutigen Stadtgebiet sind Ausgrabungen zufolge bereits über 1000 Jahre alt. Am Lindholm Høje, einem Hügel nördlich der Stadt, fanden zu dieser Zeit rituelle Begräbnisse statt.
Die erste Erwähnung Aalborgs datiert auf das Jahr 1040: Die Bezeichnung Alabu als damaliger Name der Stadt erscheint auf einer in diesem Jahr von König Hardiknut geprägten Münze. Um 1075 erwähnte Adam von Bremen Aalborg, das bereits ein bedeutender Handelsplatz war, als einen wichtigen Hafen für Schiffe, die nach Norwegen segelten. Im Lauf des späteren Mittelalters lebte der Handel von Aalborg weiter auf und bewirkte ebenso wie die Gründung von Kirchen und anderen Gotteshäusern ein Wachstum der Stadt. Das älteste bekannte königliche Privileg wurde Aalborg um 1342 von Waldemar IV. Atterdag verliehen.
Ein weiterer Wachstumsschub der Stadt setzte ein, als ihr 1516 das Monopol auf den Handel mit gesalzenem Hering zugestanden wurde. In der sogenannten Grafenfehde stürmten am 18. Dezember 1534 die Dänen und Holsteiner unter Johann Rantzau, dem Feldherrn Christians III., das von Bauern besetzte Aalborg, wobei 2000 Bauern mit ihren Familien niedergemacht wurden. 1554 wurde die Stadt Sitz des lutherischen Bistums Aalborg mit dem St. Budolfi Dom als Hauptkirche. Als Wallenstein im Dreißigjährigen Krieg 1627 Jütland verwüstete, wurde Aalborg geplündert und hier am 27. September des gleichen Jahres das Korps des Markgrafen Georg Friedrich von Baden vom kaiserlichen General Schlik gefangen genommen. Die Stadt wurde auch später, 1644 und 1657, von den Schweden heimgesucht. Am 10. Juli 1864 überschritten preußische Truppen bei Aalborg, das sie okkupiert hatten, den Limfjord und besetzten dann den nordöstlichen Teil von Jütland bis Skagen.
Im Zuge der dänischen Rechtschreibreform von 1948 wurde generell der Digraph Aa durch den Buchstaben Å ersetzt; somit änderte sich auch die formal richtige Schreibweise von Aalborg zu Ålborg. Diese Schreibweise konnte sich aber bei den Stadtbehörden und in der Bevölkerung nicht durchsetzen (vgl. Aabenraa). Seit 1984 darf man den Namen auch offiziell wieder Aalborg schreiben. Jedoch bleibt Ålborg die empfohlene Wahl der Dänischen Sprachkommission (Dansk Sprognævn). Das Doppel-A ist den Aalborgern inzwischen ein Identifikationssymbol geworden, dem der in Aalborg beheimatete Rapper Niarn den Titel Dobbelt-A widmete.
1988 wurde Aalborg mit dem Europapreis für seine hervorragenden Bemühungen um den europäischen Integrationsgedanken ausgezeichnet.

## Einwohner
In Aalborg lebten am 1. Januar 2022 insgesamt 119.862 Einwohner. Nørresundby, in unmittelbarer Nähe zu Aalborg nördlich des Limfjords gelegen, hatte zur gleichen Zeit 23.736 Einwohner.

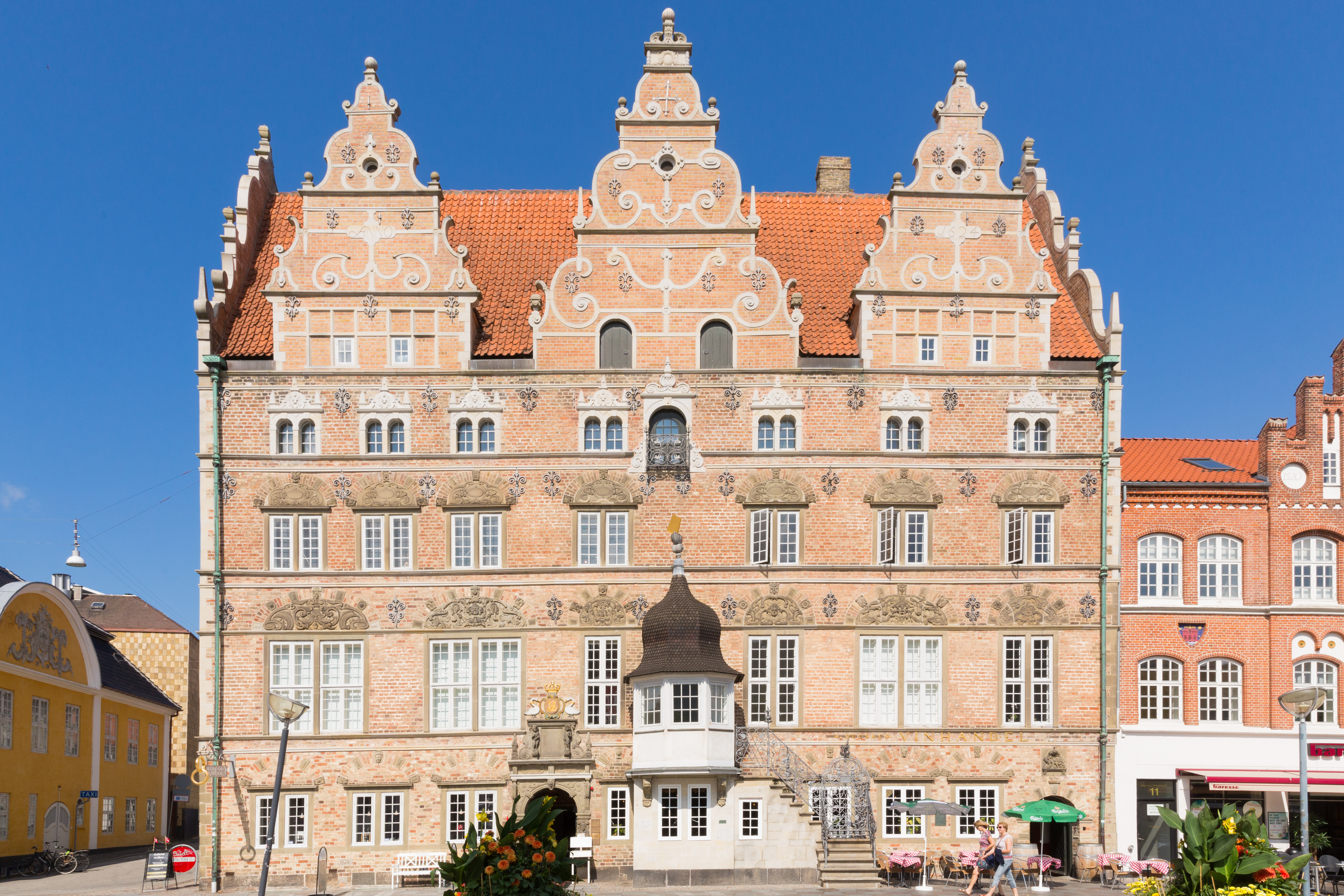
Jens Bangs Stenhus, historisches Gebäude in Aalborg

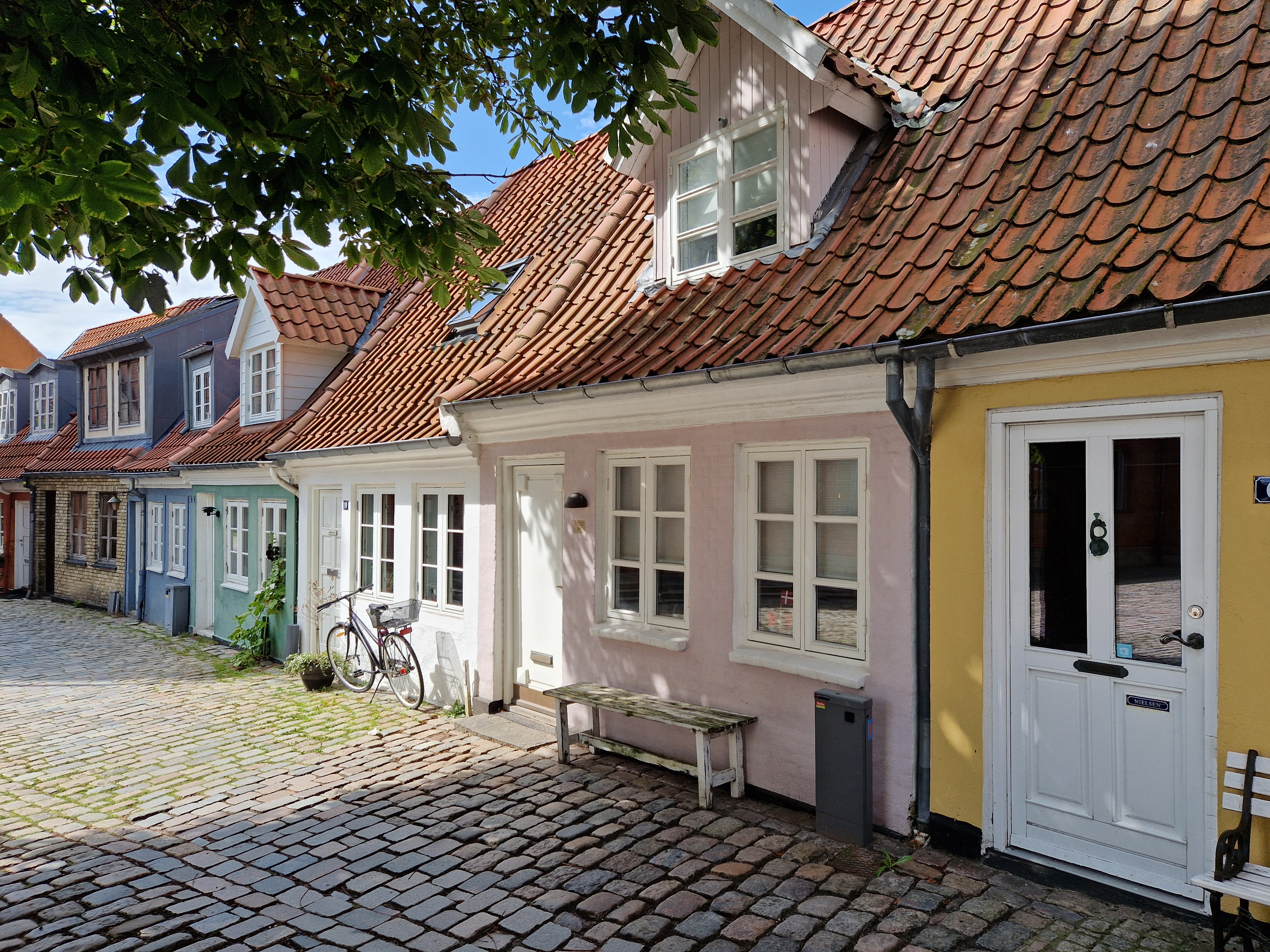
Gasse in der Altstadt

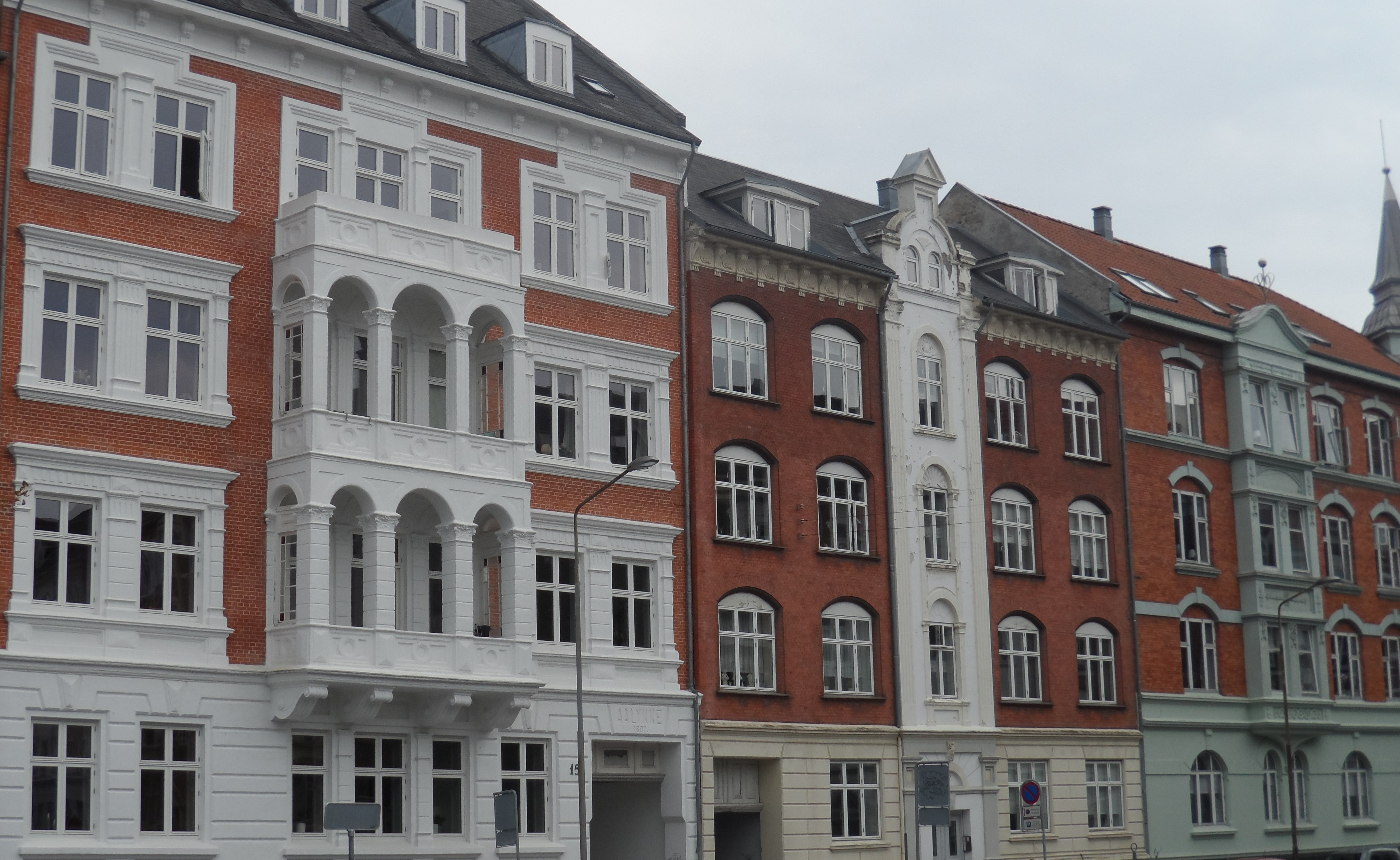
Historistische Altbauten in Aalborg

## Sehenswürdigkeiten
- Das Fachwerkschloss Schloss Aalborghus wurde 1539 von König Christian III. erbaut.
- Das Heiliggeistkloster von 1437 gilt als älteste soziale Einrichtung in Dänemark.
- Das Jens Bangs Stenhus ist das im Renaissancestil erbaute Wohn- und Geschäftshaus des Kaufmanns Jens Bang.
- Das KUNSTEN Museum of Modern Art Aalborg ist ein bedeutender Museumsbau der skandinavischen Moderne von Alvar Aalto. Die Sammlung konzentriert sich auf dänische und internationale Kunst des 20. Jahrhunderts.
- Die Jomfru Ane Gade ist eine malerische Altstadt-Gasse mit vielen Szene-Wirtshäusern.
- Die Musikbühne Musikkens Hus gilt als Glanzlicht moderner Architektur der Architekten Coop Himmelb(l)au
- Das zentral gelegene Kulturzentrum Nordkraft in einem alten Kraftwerk bietet unter anderem kostenlose Kunstausstellungen, außerdem gibt es Konzertbühnen, Sportmöglichkeiten, Café und Kino.
- Das Erlebniszentrum Springeren – Maritimt Oplevelsescenter behandelt die Themen Seefahrt und Marine (früher Aalborg Søfarts- og Marinemuseum).
- Bekannt ist auch das bereits 1863 gegründete Historische Museum (Historisk Museum), ein Lokalmuseum für Kulturgeschichte und Archäologie Aalborgs und der Halbinsel Himmerland mit angeschlossener Fachbibliothek. Die archäologische Sammlung umfasst rund 100.000 Exponate, vor allem aus der Jungsteinzeit, Bronzezeit, Wikingerzeit sowie dem Mittelalter.
- Unübersehbar erhebt sich in der Innenstadt der St.-Budolfi-Dom aus dem 15. Jahrhundert. Weiß getünchter Backstein verleiht dem Bau sein charakteristisches Aussehen.
- An der Hafenpromenade am Limfjord befinden sich die Brücke Vesterbro, das Tagungs- und Ausstellungszentrum Utzon Center des dänischen Architekten Jørn Utzon sowie die historische königliche Zollkammer (Kongeligt Toldkammer). Die davor befindliche moderne Brunnenanlage lässt Händels Wassermusik zu sprudelnden Fontänen erklingen.
- Aalborg Zoo
- Der 1933 errichtete Aussichtsturm Aalborgtårnet, ein Wahrzeichen der Stadt, ist 54,9 Meter hoch und beherbergt ein Turmrestaurant.
- Ein kleines Szeneviertel mit individuellen Läden und Cafés hat sich in den letzten Jahren rund um die Straße Reberbansgade entwickelt, die zum historischen Arbeiterviertel Vestby gehört.
- Große Altbaubestände aus der Zeit des ausgehenden 19. Jahrhunderts finden sich in Aalborg zwischen Altstadt und Bahnhof sowie im zentralen Stadtteil Vestby. Es handelt sich hierbei überwiegend um Wohnhäuser im Stil eines nordisch-schlichten Historismus.

Von 1947 bis 2010 gab es im nördlichen Teil der Stadt einen kleinen Freizeitpark. Von 1947 bis 2006 trug er den Namen Tivoliland. 2007 wurde er in „Karolinelund“ umbenannt, musste jedoch wegen zu geringer Besucherzahlen geschlossen werden.

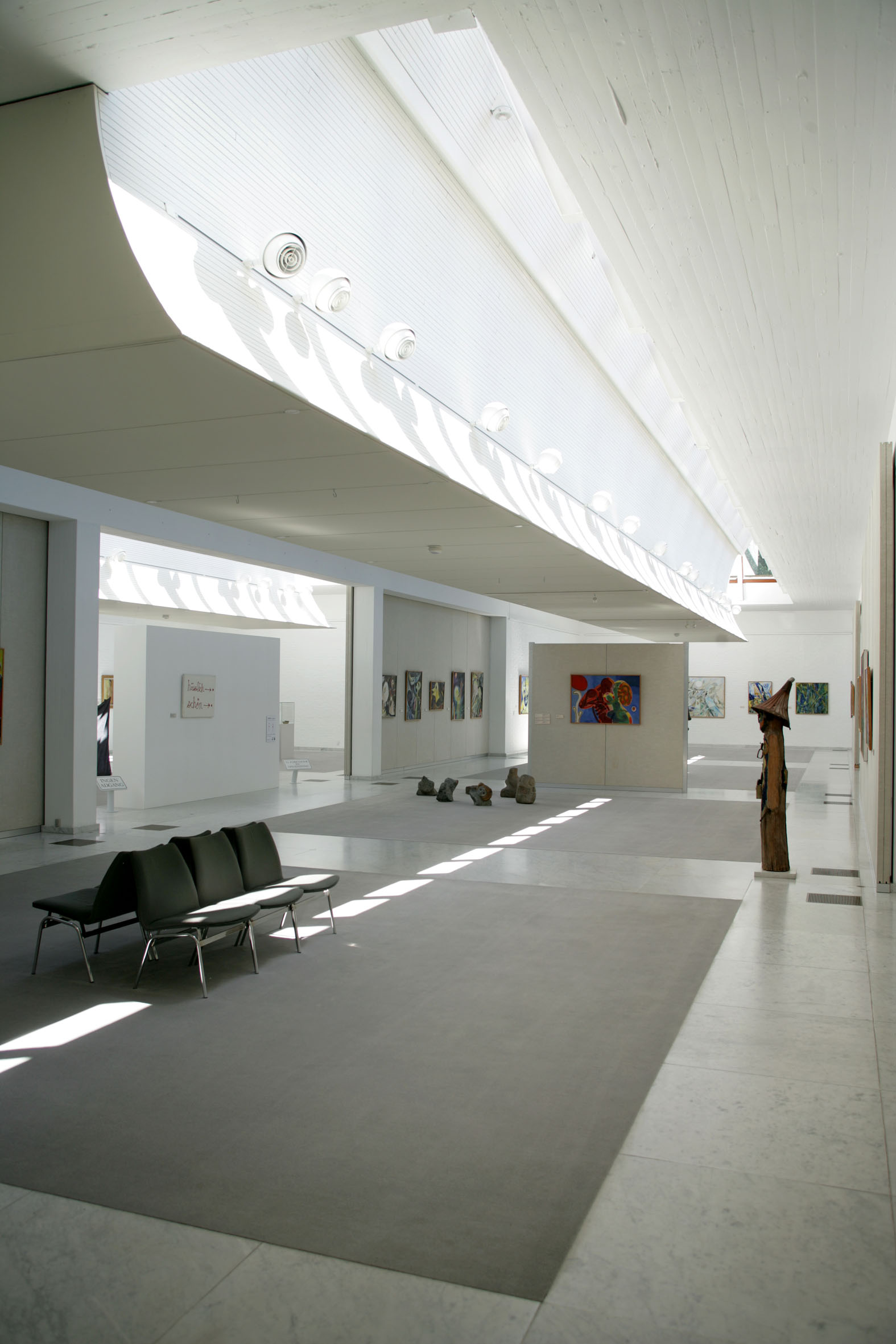
KUNSTEN Museum of Modern Art Aalborg, Innenansicht
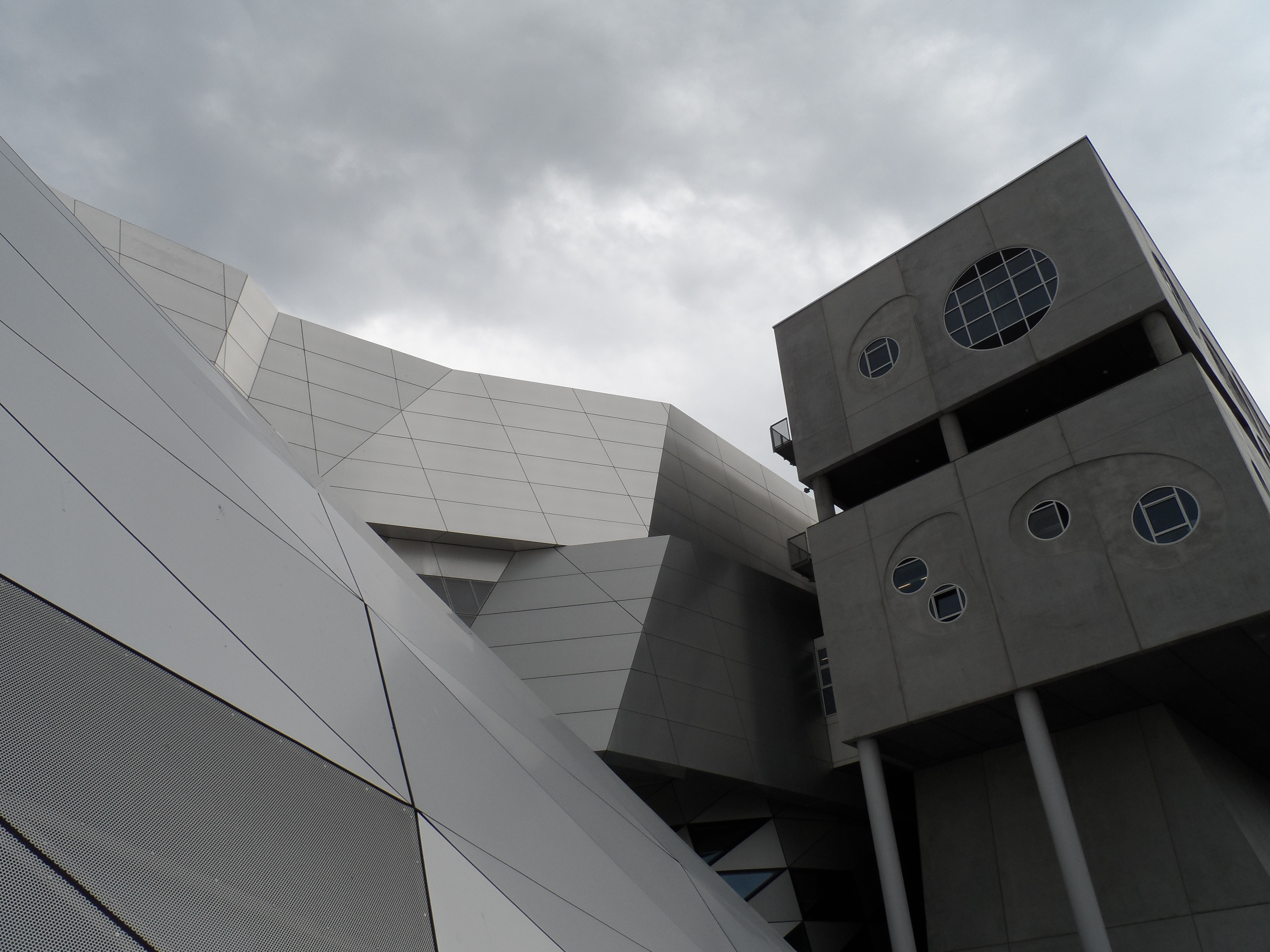
Musikkens Hus, Konzerthaus und architektonisches Highlight in Aalborg
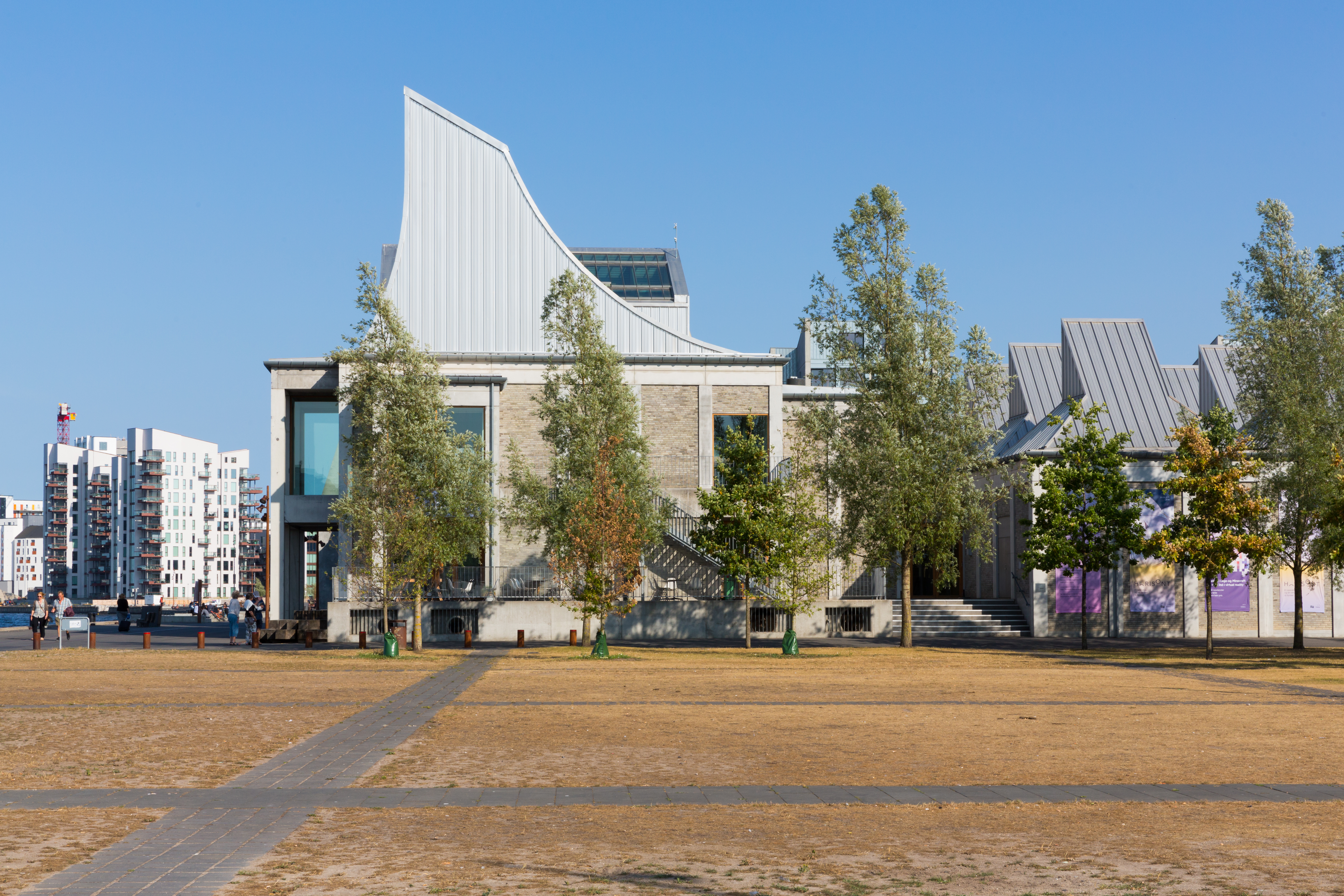
Utzon Center Aalborg
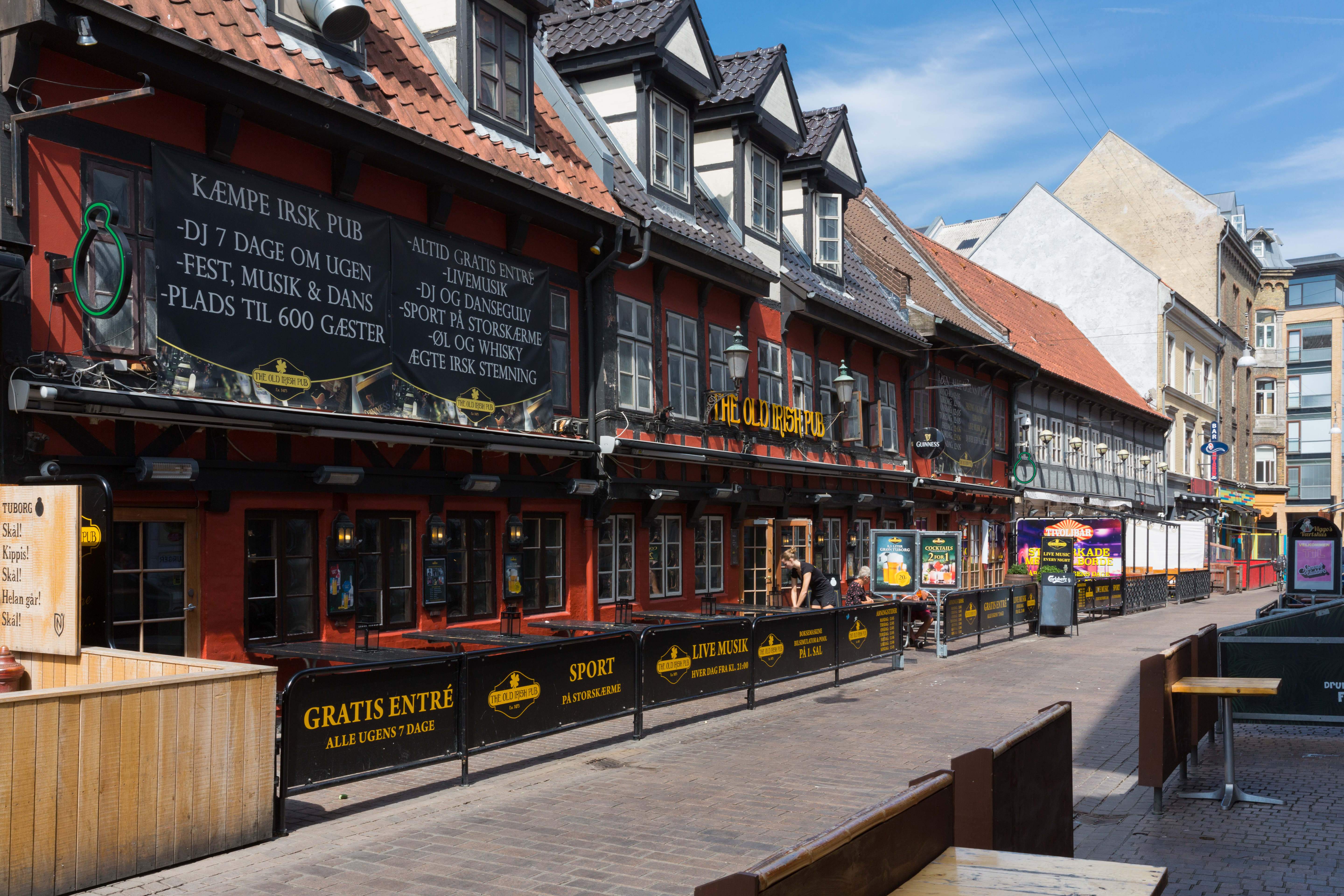
Kneipenviertel Jomfru Ane Gade
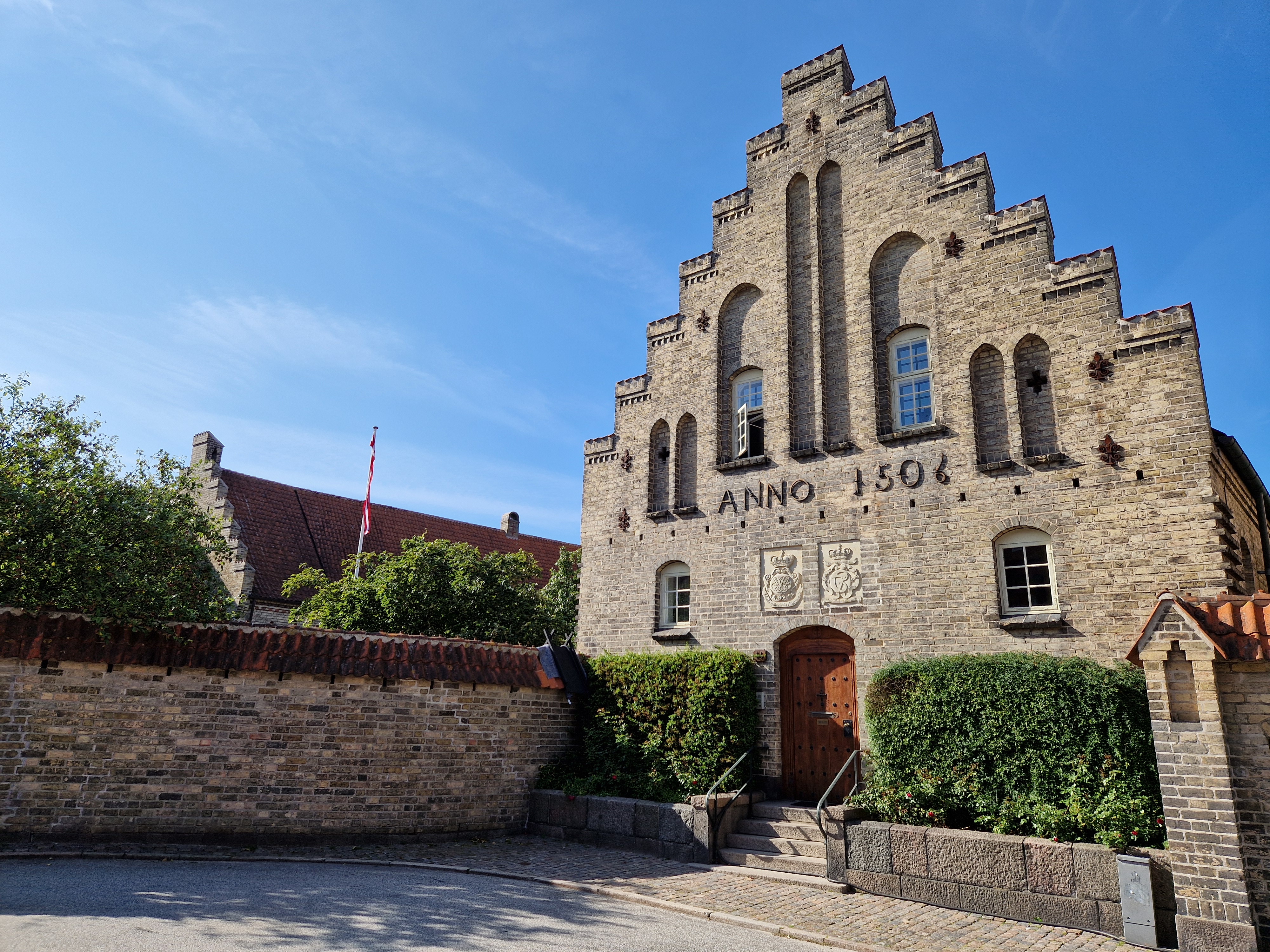
Heiliggeistkloster
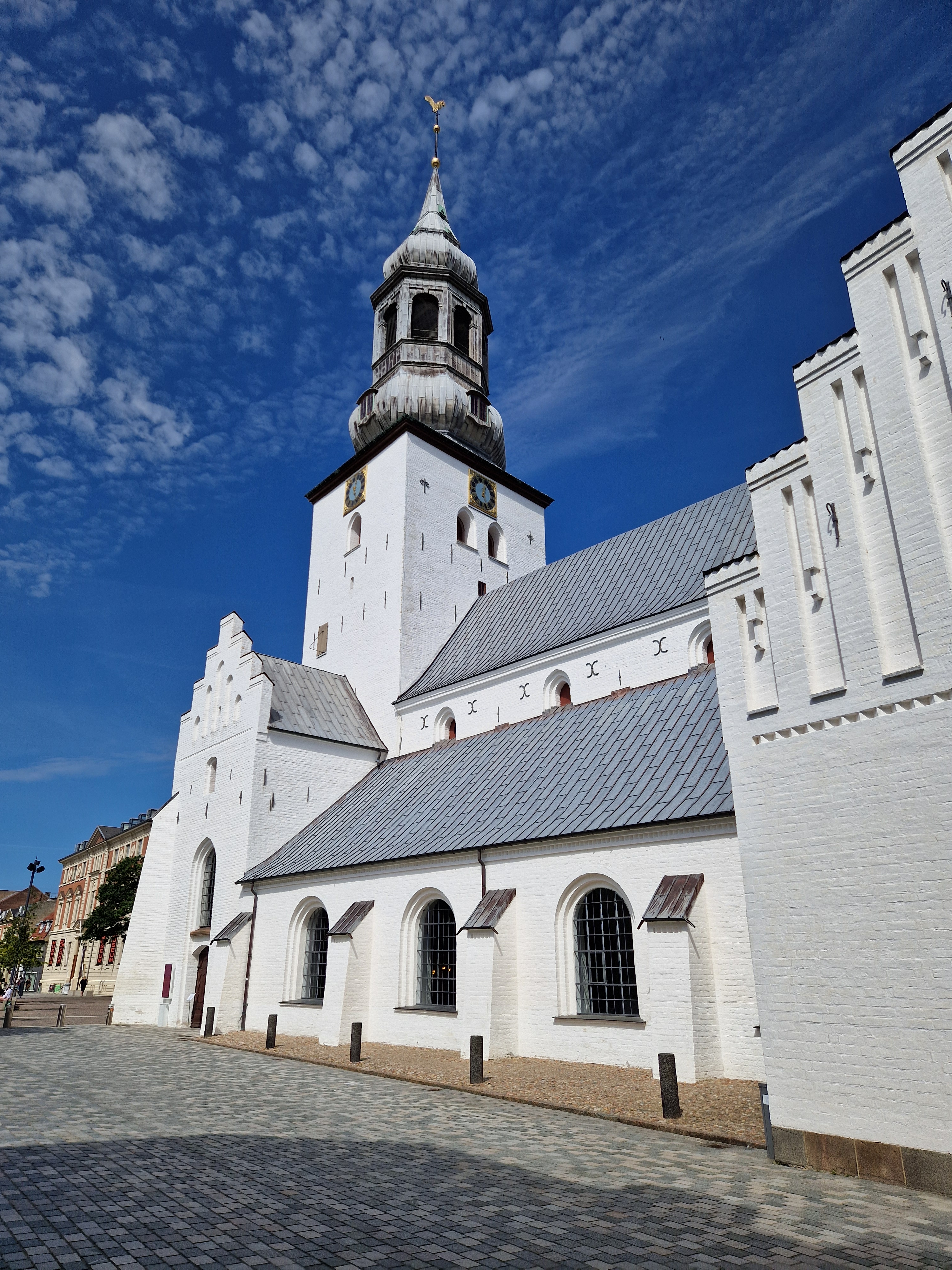
St. Budolfi Dom

## Wirtschaft
In der Hafenstadt setzte die Industrialisierung verhältnismäßig früh ein, was noch heute an der starken Chemie-, Metall-, Tabak- und Textilindustrie sowie dem dort ansässigen Schiffbau zu beobachten ist. Der Aalborg Akvavit, auch Aalborger genannt, wurde bis April 2015 in der Stadt hergestellt, seitdem entsteht er in Norwegen.

## Bildungseinrichtungen
- Universität Aalborg: Das Aalborg Universitetscenter, 1974 gegründet, ist heute das wissenschaftliche Zentrum Nordjütlands und versorgt die Stadt mit einer nennenswerten Anzahl von Arbeitsplätzen in Hochtechnologiebranchen, etwa der Telekommunikation.
- Königliche Musikakademie
- University College Nordjylland (UCN): Berufsbildungs- und Fachschulzentrum
- TECHCOLLEGE Aalborg: Technisches Ausbildungszentrum
- SOSU Nord: Berufsfachschule für Gesundheit und Soziales

## Sport
- Aalborg Boldklub (AaB): Der bekannteste Sportverein der Stadt ist der Aalborg Boldklub (AaB), dänischer Fußballmeister von 1996, 1999, 2008 und 2014, sowie dessen Eishockey-Pendant: AaB Ishockey.
- Aalborg Håndbold: Handball
- Aalborg DH: Ein ebenfalls sehr bekannter Sportverein war der Aalborg DH, der in der Spielzeit 2005/06 im Halbfinale der Champions League stand.

Des Weiteren besitzt Aalborg eine Trabrennbahn.

## Verkehr

### Bahn

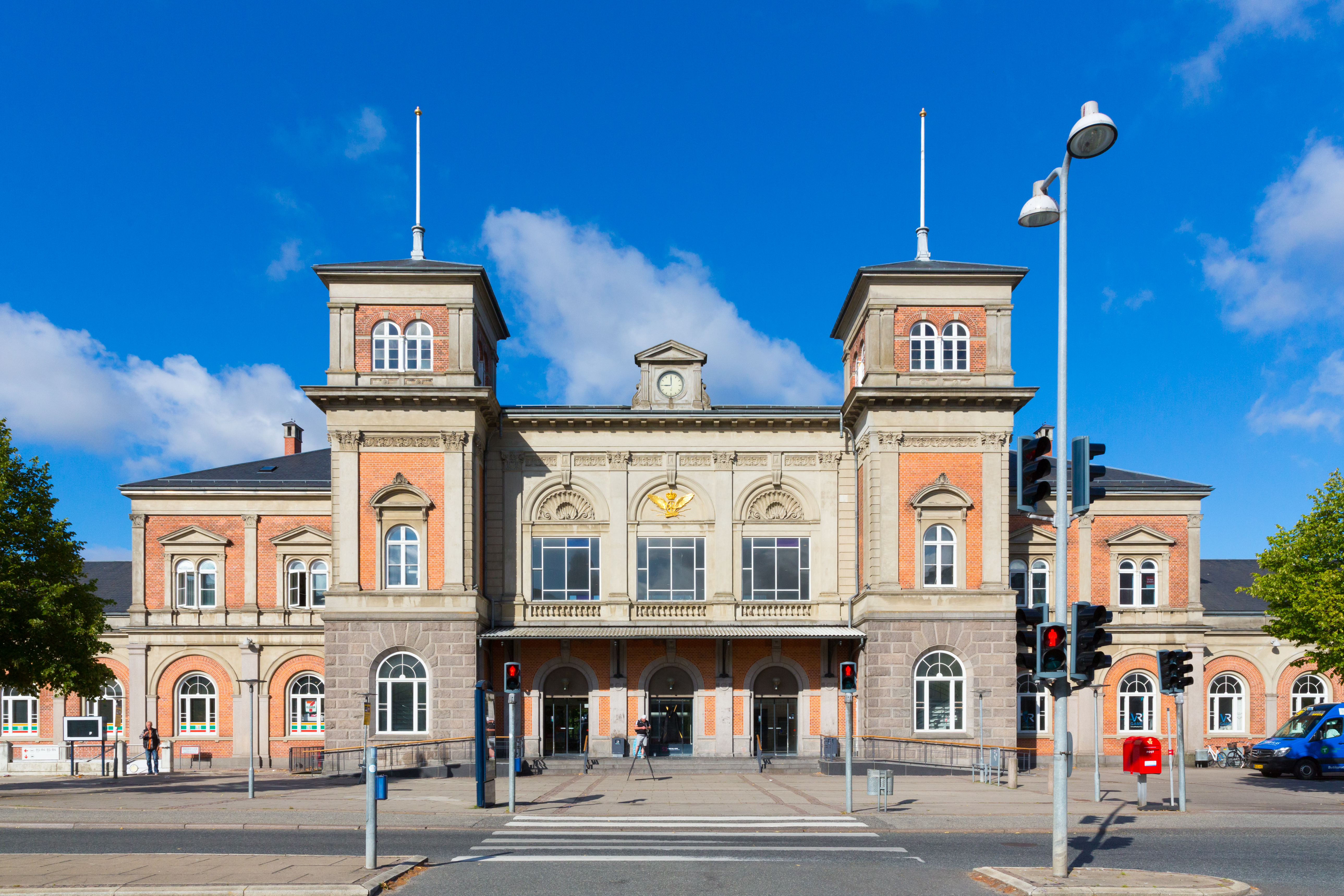
Bahnhof Aalborg

Der Bahnhof Aalborg ist in das Intercity-Netz der Dänischen Staatsbahnen eingebunden und besitzt stündliche Verbindungen in Richtung Kopenhagen und Frederikshavn. Im Nahverkehr sind Nordjyske Jernbaner im Fahrplanangebot.

### Straßen
Aalborg liegt direkt an der E45, die Jütland von der deutschen Grenze bis nach Frederikshavn durchquert.

### Straßenbahn
In Aalborg war, wie auch in Arhus und Odense, in den 2010er Jahren der Bau eines neuen Straßenbahnsystems geplant. Das Netz sollte 24 Stationen und eine Länge von 12 Kilometern umfassen. Die Fertigstellung wurde für das Jahr 2021 erwartet. Während Aarhus und Odense ihre Pläne realisieren konnten, wurde das Projekt in Aalborg 2015 auf Eis gelegt, da die dänische Regierung die Zuschüsse strich.

### Stadtbus
Es existiert ein dichtes Stadtbus-Netz. Im Rahmen des CIVITAS Programms der Europäischen Union wurden Haltestellen mit modernen Anzeigen ausgestattet und das Informations-Angebot im Internet massiv ausgebaut. Als Ersatz für das 2015 gestrichene Straßenbahn-Projekt wurde am 23. September 2023 eine Bus-Rapid-Transit-Strecke namens plusbus eröffnet. Die Doppelgelenkbusse mit Überlänge, die in kurzen Abständen fahren, verbinden auf einer Strecke mit zunächst 19 Haltestellen die Innenstadt mit den wachsenden Stadtteilen im Osten und Westen der Stadt. An der Strecke liegen unter anderem die Universität Aalborg, die Multifunktionsarena Gigantium und das Universitätskrankenhaus Aalborg.

### Flugverkehr
Der Flughafen Aalborg wird von u. a. SAS Scandinavian Airlines, Norwegian und KLM angeflogen.

## Klimatabelle
|                       | Jan  | Feb  | Mär  | Apr | Mai  | Jun  | Jul  | Aug  | Sep  | Okt  | Nov | Dez  |   |     |
| Mittl. Tagesmax. (°C) | 1,8  | 2,1  | 5,0  | 9,9 | 15,4 | 19,1 | 20,2 | 20,1 | 16,3 | 11,9 | 6,8 | 3,4  | ⌀ | 11  |
| Mittl. Tagesmin. (°C) | −2,9 | −2,9 | −0,9 | 1,8 | 6,3  | 9,8  | 11,6 | 11,3 | 8,8  | 5,9  | 2,0 | −0,8 | ⌀ | 4,2 |
|                       |      |      |      |     |      |      |      |      |      |      |     |      |   |     |
| Niederschlag (mm)     | 43   | 35   | 35   | 36  | 44   | 51   | 63   | 57   | 65   | 66   | 62  | 55   | Σ | 612 |
|                       |      |      |      |     |      |      |      |      |      |      |     |      |   |     |
| Sonnenstunden (h/d)   | 1,2  | 2,5  | 3,8  | 6,3 | 8,0  | 8,4  | 8,4  | 7,2  | 5,0  | 3,2  | 2,1 | 1,2  | ⌀ | 4,8 |
|                       |      |      |      |     |      |      |      |      |      |      |     |      |   |     |
| Regentage (d)         | 12   | 7    | 9    | 8   | 8    | 8    | 9    | 9    | 12   | 12   | 14  | 12   | Σ | 120 |
|                       |      |      |      |     |      |      |      |      |      |      |     |      |   |     |
| Luftfeuchtigkeit (%)  | 90   | 89   | 85   | 77  | 73   | 75   | 75   | 77   | 81   | 85   | 88  | 89   | ⌀ | 82  |

| −2,9 |

| −2,9 |

| −0,9 |

| 1,8 |

| 6,3 |

| 9,8 |

| 11,6 |

| 11,3 |

| 8,8 |

| 5,9 |

| 2,0 |

| −0,8 |

| −2,9 |

| −2,9 |

| −0,9 |

| 1,8 |

| 6,3 |

| 9,8 |

| 11,6 |

| 11,3 |

| 8,8 |

| 5,9 |

| 2,0 |

| −0,8 |

## Partnerstädte
Aalborg listet folgende 34 Partnerstädte auf:
| Stadt            | Land                   | seit |
| ---------------- | ---------------------- | ---- |
| Almere           | Niederlande            | 1984 |
| Antibes          | Frankreich             | 1967 |
| Büdelsdorf       | Deutschland            | 2007 |
| Edinburgh        | Vereinigtes Königreich | 1964 |
| Fredrikstad      | Norwegen               | 1951 |
| Fuglafjørður     | Färöer                 | 1987 |
| Galway           | Irland                 | 1997 |
| Gdynia           | Polen                  | 1966 |
| Haifa            | Israel                 | 1972 |
| Hefei            | Volksrepublik China    | 1986 |
| Innsbruck        | Österreich             | 1967 |
| Ittoqqortoormiit | Grönland               | 1963 |
| Kaliningrad      | Russland               | 2000 |
| Karlskoga        | Schweden               | 1963 |
| Lancaster        | Vereinigtes Königreich | 1977 |
| Lerum            | Schweden               | 2007 |
| Liperi           | Finnland               | 2007 |
| Norðurþing       | Island                 | 1966 |
| Nuuk             | Grönland               | 1963 |
| Orsa             | Schweden               | 2007 |
| Orust            | Schweden               | 2007 |
| Ośno Lubuskie    | Polen                  | 2007 |
| Puschkin         | Russland               | 1971 |
| Racine           | Vereinigte Staaten     | 1965 |
| Rapperswil-Jona  | Schweiz                | 1968 |
| Rendalen         | Norwegen               | 2007 |
| Rendsburg        | Deutschland            | 1967 |
| Riga             | Lettland               | 1989 |
| Riihimäki        | Finnland               | 1961 |
| Solvang          | Vereinigte Staaten     | 1971 |
| Tulcea           | Rumänien               | 1970 |
| Vilnius          | Litauen                | 1979 |
| Warna            | Bulgarien              | 1976 |
| Wismar           | Deutschland            | 1961 |

Die Stadt Aalborg veranstaltet alle vier Jahre Jugendspiele (dän. Ungdomslegene), ein Sportfest, zu dem Jugendliche aus allen Partnerstädten eingeladen werden. Ähnliche Spiele finden in den dazwischenliegenden Jahren – ebenfalls jeweils alle vier Jahre – in den Partnerstädten Rendsburg, Lancaster und Almere statt.

## Persönlichkeiten

### Söhne und Töchter der Stadt
- Johann I. (1455–1513), König von Dänemark, Schweden und Norwegen, sowie Herzog von Schleswig und Holstein
- Ditlev Thaanum (1867–1963), US-amerikanischer Amateur-Malakologe und Schneckensammler dänischer Herkunft
- Søren Peter Cortsen (1878–1943), Altphilologe
- Christel Holch (1886–1969), Theater- und Filmschauspielerin
- Thorvald Eigenbrod (1892–1977), Hockeyspieler
- Eske Brun (1904–1987), dänischer Beamter und Landsfoged von Grönland
- Thorkil Ry Andersen (1912–1994), Architekt, königlicher Bauinspektor und Maler
- Børge Mogensen (1914–1972), Möbeldesigner
- Preben Kaas (1930–1981), Schauspieler, Komiker und Drehbuchautor
- Børge Krogh (1942–2022), Boxer
- Ekkehart Eymer (* 1945), Jurist, Unternehmer und Politiker
- Wilfried Lieck (* 1945), deutscher Tischtennisspieler
- Ove Flindt-Bjerg (* 1948), Fußballspieler und -trainer, Scout
- Irene Becker (* 1951), Pianistin, Komponistin
- Dan Laustsen (* 1954), Kameramann
- Britta Thomsen (* 1954), Politikerin, Europaabgeordnete
- Elisabeth Bumiller (* 1956), Journalistin und Autorin
- Lars Søndergaard (* 1959), Fußballtrainer und ehemaliger Fußballspieler
- Anne van Olst (* 1962), Dressurreiterin
- Vibeke Hartkorn (* 1965), Journalistin und Moderatorin
- Heinz Ehlers (* 1966), Eishockeyspieler und -trainer
- Jes Høgh (* 1966), Fußballspieler
- Benny Nielsen (* 1966), Schwimmer
- Jesper Svenningsen (* 1966), Jurist
- Jan Paulsen (* 1967), Badmintonspieler
- Henrik Kromann Toft (* 1968), Bogenschütze
- Jens Larsen (* 1969), Volleyballspieler
- Hanne Dahl (* 1970), Politikerin und MdEP für Dänemark
- Ebbe Sand (* 1972), Fußballspieler
- Lisbeth Imer (* 1973), Archäologin
- Søren Kjeldsen (* 1975), Profigolfer
- Peter Gade (* 1976), Badmintonspieler
- Joachim Olsen (* 1977), Kugelstoßer
- Mette Frederiksen (* 1977), Politikerin, Ministerin
- Thomas Klitgaard (* 1977), Handballspieler
- Jimmy Nielsen (* 1977), Fußballspieler
- Thomas Bælum (* 1978), Fußballspieler
- Niarn (* 1979), Rapper
- Bo Svensson (* 1979), Fußballspieler
- Kasper Jensen (* 1982), Fußballspieler
- Niklas Kreutzmann (* 1982), grönländisch-dänischer Fußballspieler
- Kasper Risgård (* 1983), Fußballspieler
- Bjarke Møller (* 1985), Eishockeyspieler
- Christinna Pedersen (* 1986), Badmintonspielerin
- Jan Ø. Jørgensen (* 1987), Badmintonspieler
- Lærke Møller (* 1989), Handballspielerin
- Anders Fjordbach (* 1990), Autorennfahrer
- Patrick Wiesmach (* 1990), Handballspieler
- Kasper Kusk (* 1991), Fußballspieler
- Søs Søby (* 1991), Handballspielerin
- Simon Hald Jensen (* 1994), Handballspieler
- Nikolaj Ehlers (* 1996), Eishockeyspieler
- Mie Østergaard Nielsen (* 1996), Schwimmerin
- Lærke Nolsøe (* 1996), Handballspielerin
- Magnus Saugstrup (* 1996), Handballspieler
- Sebastian Grønning (* 1997), Fußballspieler
- Mathias Pedersen (* 1997), Handballspieler
- Benjamin Lobo Vedel (* 1997), Leichtathlet
- Michala Møller (* 2000), Handballspielerin
- Mads Søgaard (* 2000), Eishockeytorwart
- Anders Noshe (* 2006), Fußballspieler

### Personen mit Beziehung zur Stadt
- Jens Munk (1579–1628), Seefahrer und Entdecker, wuchs in Aalborg auf
- Fritz Tillisch (1801–1889), dänischer Staatsmann, wirkte längere Zeit in Aalborg
- Heinrich Tønnies (1825–1903), Fotograf, wirkte längere Zeit in Aalborg
- Karen Rigmor Moritz (1913–2024), Altersrekordlerin, wohnte in Aalborg
- Jørn Utzon (1918–2008), Architekt, wuchs in Aalborg auf
- Peter Adolphsen (* 1972), Schriftsteller, wuchs in Aalborg auf
- Daniel Kandi (* 1983), Trance-DJ und Snooker-Spieler, wirkt in Aalborg